# Titularbistum Meloë in Isauria
Meloë in Isauria (ital.: Meloe di Isauria) ist ein Titularbistum der römisch-katholischen Kirche.
Es geht zurück auf einen untergegangenen Bischofssitz in der antiken Stadt gleichen Namens in der römischen Provinz Cilicia bzw. in der Spätantike Isauria an der südlichen türkischen Mittelmeerküste. Er gehörte der Kirchenprovinz Seleucia in Isauria  an.
| Titularbischöfe von Meloë in Isauria |                 |                                                                  |                  |                    |
| Nr.                                  | Name            | Amt                                                              | von              | bis                |
| 1                                    | Władysław Goral | Weihbischof in Lublin (Polen)                                    | 10. August 1938  | Dezember 1944      |
| 2                                    | Paulus Rusch    | Apostolischer Administrator von Innsbruck-Feldkirch (Österreich) | 9. Dezember 1947 | 26. September 1964 |

## Weblink
- Eintrag zu Titularbistum Meloë in Isauria auf catholic-hierarchy.org